# Tydeus (mitologia)
Tydeus – postać z mitologii greckiej. Był synem Ojneusa, przyrodnim bratem Meleagra i ojcem Diomedesa. Był chroniony przez Atenę, która chciała dać mu nieśmiertelność.
Dopuściwszy się w młodości zabójstwa, musiał iść na wygnanie. Przyjął go Adrastos, który oczyścił go ze zbrodni. Tydeus poślubił jego córkę, Dejpyle. Po ślubie Tydeus wyruszył na wyprawę Siedmiu. Tam, pragnąc się wykazać męstwem i odwagą, walczył z najmężniejszymi Tebańczykami. Zawsze zwyciężał, zanim został śmiertelnie raniony przez Melanipposa. Kiedy przyniesiono mu odrąbaną głowę Melanipposa, Tydeus otworzył czaszkę i pożarł mózg wroga. Czyn ten tak zraził do niego Atenę, że pozwoliła mu umrzeć.